# 東芝堀川町サッカー部
東芝堀川町サッカー部（とうしばほりかわちょうサッカーぶ）は、かつて存在した日本のサッカークラブ。東芝のサッカー部として1935年に創部した。神奈川県川崎市幸区堀川町の東芝川崎事業所 に本拠地を置いていた。日本プロサッカーリーグ（Jリーグ）所属の北海道コンサドーレ札幌の前身となったクラブである。

## 概要
1935年創部。1970年代後半以降、本格的な強化が始まった。1977年に全国社会人サッカー選手権大会優勝。翌1978年に日本サッカーリーグ（JSL）2部昇格、1979年には優勝を果たしJSL1部との入替戦に挑戦するが日産自動車サッカー部に敗れ昇格は果たす事は出来なかった。当時の選手には中村道明（永大産業サッカー部等に所属）がいた。
1980年に「東芝サッカー部」と改称。1981年に大西忠生を監督に迎え、同年にJSLカップ優勝、1982年度にはリーグ2位となり再び入替戦に挑戦するが本田技研工業サッカー部に敗れ今回も1部昇格を果たす事は出来なかった。1987年に高橋武夫が監督に就任、1989年に念願の1部昇格を果たした。
1990年代初頭にはウルグアイ代表のウーゴ・デレオン、ペドロ・ペデルッチや実力派日本人選手の向島建、堀孝史らを擁し、昇格2年目の1990-91シーズンとJSL最後のシーズンとなった翌1991-92シーズンに2シーズン連続で4位に入る成績を収めた。
しかし同サッカー部はJリーグ参加へ名乗りを挙げなかった為、1992年からは実質的な下部リーグであるジャパンフットボールリーグ（旧JFL）への参加となった。1993年度にホルヘ・デリー・バルデスの活躍もあってJFLで3位となったものの、Jリーグでのプレーを希望する選手の流出もあってJFLでは中堅クラブの位置に留まっていた。
その後は実業団チームとしての存続についても消極的な姿勢をとり、1995年に北海道でのプロサッカークラブ誘致活動を受けると、これを承諾。1996年1月に札幌への移転を正式決定し2月にJFAが移転を承認、4月には新運営会社「株式会社北海道フットボールクラブ」が設立され、「コンサドーレ札幌」と改称された。ただし、コンサドーレ札幌には東芝の社員選手も何人か在籍することになった（体裁上東芝からコンサドーレへの出向扱い）。
ユニフォームは当初は上下赤の物を着用していたが、当時チームに在籍していた石崎信弘の発案で、1990-91シーズンから石崎が好きなACミランにあやかり、赤と黒のストライプの物を着用する様になった。これは北海道コンサドーレ札幌にも受け継がれている。
なお、現在の東芝サッカー部は、札幌移転時の川崎残留メンバーが東芝本社海外関係チーム「東芝レッド・イーグルス」との合併によって結成した「東芝サッカー部イーグルス」である。アマチュア最高峰の舞台を目指し、神奈川県社会人サッカーリーグに参戦している。

## 略歴
- 1935年 東芝堀川町サッカー部創部
- 1977年 全国社会人サッカー選手権大会優勝
- 1978年 日本サッカーリーグ2部昇格
- 1979年 日本サッカーリーグ2部優勝
- 1980年 東芝サッカー部に改称
- 1981年 JSLカップ優勝
- 1988/89年 日本サッカーリーグ2部優勝（2回目）
- 1989/90年 日本サッカーリーグ1部昇格
- 1992年 第1回ジャパンフットボールリーグ1部参加
- 1995年 東芝サッカー部として最後のシーズン。1996年からは札幌市に移転しコンサドーレ札幌となる。

## タイトル

### リーグ戦
- JSL2部：2回
  - 1979年、1988/89年
- 関東サッカーリーグ1部：1回
  - 1977年

### カップ戦
- 全国社会人サッカー選手権大会：1回
  - 1977年

## 成績
| 年度    | 所属         | 順位 | 勝点 | 勝             | 分          | 敗             | 得点 | 失点 | 監督     |
| ------- | ------------ | ---- | ---- | -------------- | ----------- | -------------- | ---- | ---- | -------- |
| 1976    | 神奈川県1部  | 3位  |      |                |             |                |      |      | 清水曙   |
| 1977    | 関東         | 優勝 | 29   | 14             | 1           | 1              | 39   | 7    | 清水曙   |
| 1978    | JSL2部       | 7位  | 34   | 7              | 2PK勝 2PK敗 | 7              | 20   | 20   | 清水曙   |
| 1979    | JSL2部       | 優勝 | 48   | 10             | 3PK勝 2PK敗 | 3              | 36   | 23   | 清水曙   |
| 1980    | JSL2部       | 3位  | 22   | 8              | 6           | 4              | 30   | 17   | 清水曙   |
| 1981    | JSL2部       | 3位  | 25   | 12             | 1           | 5              | 46   | 21   | 大西忠生 |
| 1982    | JSL2部       | 2位  | 26   | 12             | 2           | 4              | 39   | 16   | 大西忠生 |
| 1983    | JSL2部       | 3位  | 20   | 8              | 4           | 6              | 38   | 23   | 大西忠生 |
| 1984    | JSL2部       | 4位  | 22   | 9              | 4           | 5              | 29   | 25   | 大西忠生 |
| 1985    | JSL2部・東   | -    | 13   | 6              | 1           | 3              | 12   | 7    | 大西忠生 |
| 1985    | JSL2部・上位 | 3位  | 10   | 4              | 2           | 4              | 12   | 8    | 大西忠生 |
| 1986    | JSL2部・東   | -    | 23   | 10             | 3           | 1              | 24   | 7    | 清水曙   |
| 1986    | JSL2部・上位 | 5位  | 13   | 4              | 5           | 5              | 12   | 11   | 清水曙   |
| 1987    | JSL2部・東   | -    | 20   | 8              | 4           | 2              | 20   | 5    | 高橋武夫 |
| 1987    | JSL2部・上位 | 3位  | 18   | 8              | 2           | 4              | 15   | 8    | 高橋武夫 |
| 1988-89 | JSL2部・東   | -    | 23   | 9              | 5           | 0              | 38   | 7    | 高橋武夫 |
| 1988-89 | JSL2部・上位 | 優勝 | 21   | 8              | 5           | 1              | 20   | 10   | 高橋武夫 |
| 1989-90 | JSL1部       | 9位  | 20   | 4              | 8           | 10             | 20   | 28   | 高橋武夫 |
| 1990-91 | JSL1部       | 4位  | 32   | 8              | 8           | 6              | 26   | 24   | 高橋武夫 |
| 1991-92 | JSL1部       | 4位  | 30   | 7              | 9           | 6              | 26   | 24   | 高橋武夫 |
| 1992    | JFL1部       | 5位  | 23   | 6              | 5           | 7              | 30   | 29   | 高橋武夫 |
| 1993    | JFL1部       | 3位  | -    | 11 (0延長 2PK) | -           | 7 (2延長 0PK)  | 42   | 30   | 高橋武夫 |
| 1994    | JFL          | 11位 | -    | 11 (1延長 0PK) | -           | 19 (4延長 1PK) | 56   | 71   | 高橋武夫 |
| 1995    | JFL          | 8位  | 46   | 15 (1延長 0PK) | -           | 15 (1延長 1PK) | 46   | 55   | 高橋武夫 |

## 歴代監督
- 清水曙 1976-1980、1986
- 大西忠生 1981-1985
- 高橋武夫 1987

## 東芝堀川町サッカー部に所属した主な選手
- 石崎信弘
- 川勝良一
- ウーゴ・デレオン
- ペドロ・ペデルッチ
- アレハンドロ・ルイディアス
- 向島建
- パベル・ジェハーク
- ホルヘ・デリー・バルデス
- 鈴木将方
- 堀孝史
- 白井淳
- 川合孝治
- 村田達哉